# Nessim Eskenazi
Nessim Eskenazi, né le 15 juin 1913 à Constantinople et mort exécuté le 23 novembre 1944 à Perpignan, est un collaborateur juif de nationalité turque, française, puis apatride, agent de la douane allemande dans le département français des Pyrénées-Orientales pendant la Deuxième Guerre mondiale.
Né à Constantinople, capitale de l'Empire ottoman, il immigre en France, à Paris, avec ses parents en 1928. Il travaille comme projectionniste dans divers cinémas et épouse, en 1935, une française. En 1938, il obtient la nationalité française par naturalisation. Après 1940, de nouvelles lois lui interdisent, en tant que Juif, de travailler dans un cinéma, il quitte le domicile conjugal. Entre-temps, le couple avait eu un fils. 
Après des mois d'errance, malade (il affirmera avoir eu la tuberculose), il divorce et obtient un emploi de projectionniste au cinéma le Castillet de Perpignan.  Une nouvelle loi le déchoit de la nationalité française, il perd son emploi. Il tente de retrouver sa nationalité turque au consulat de Grenoble. Cela lui est refusé, il est apatride.
Il parvient, en se présentant comme un Turc et grâce à ses connaissances de polyglotte, à se faire embaucher comme traducteur par la douane allemande. Rapidement, il devient un agent chargé de lutter contre la Résistance.  Il est probable que, sans ces activités de collaboration, il aurait été arrêté comme Juif apatride.
Son acte le plus connu consiste, début août 1944, à débusquer un maquis situé près de Valmanya, dans le massif du Canigou. Dans un premier temps, il part en reconnaissance et échoue dans sa mission : il est capturé par les résistants. Mais il parvient à s'enfuir, rejoint les Allemands. Sa capture lui a permis de localiser précisément les maquisards. Il indique aux nazis le lieu où se cache le maquis Henri-Barbusse de Julien Panchot. L'opération se solde par la torture et la mort de Julien Panchot.
Le 19 août 1944, les Allemands se retirent de Perpignan. Nessim Eskenazi décide de trahir les Allemands et tente de trouver le nouveau commissaire de police pour lui indiquer le dernier ordre qui lui a été donné. Il ne le trouve pas, est arrêté. Il est jugé le 17 octobre 1944 et condamné à mort. Le 23 novembre 1944, à huit heures du matin, Nessim Eskenazi est exécuté par un peloton d'anciens résistants qui se sont portés volontaires pour cette tâche. Devant eux, il proclame « Vive la France ! ».